# Intervista

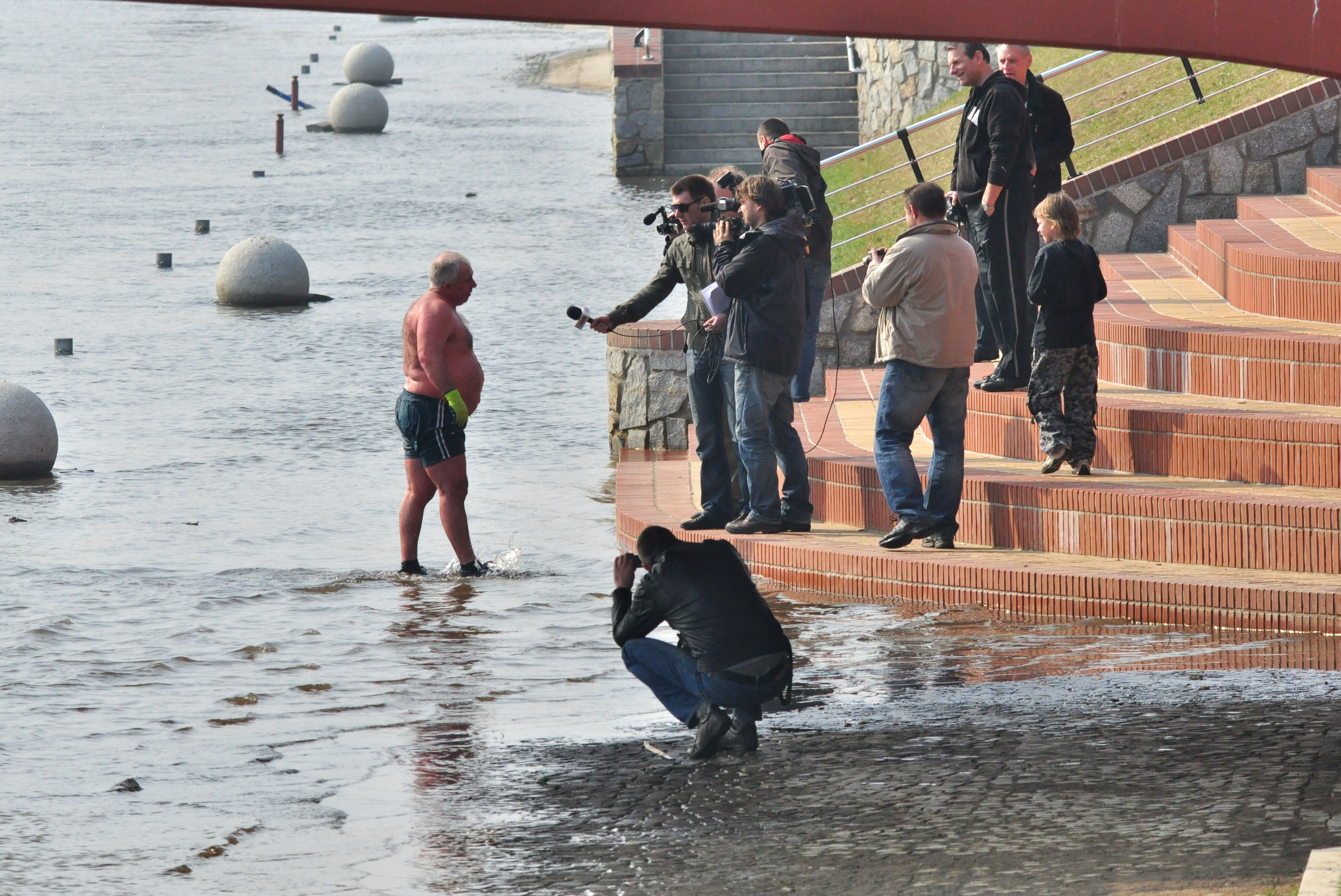
Un'intervista in corso.

Nel giornalismo, l'intervista è la riproduzione scritta di un dialogo, in cui un giornalista pone delle domande al fine di ottenere delle informazioni dall'intervistato. Costituisce un genere di articolo giornalistico e si distingue per tre caratteristiche:
- Un evidente interesse per la persona intervistata;
- Un impiego di tecniche giornalistiche nel formulare domande e risposte;
- La volontà espressa di diffonderne il contenuto attraverso un mezzo di comunicazione.

## Storia

### Nella carta stampata
Il primo giornale a pubblicare il riassunto scritto di un'intervista fu il Paul Pry di Washington nel 1831 (l'intervista fu realizzata dalla direttrice, Anne Royall, all'ex Presidente degli Stati Uniti Adams mentre faceva il bagno nel fiume Potomac). Il primo a pubblicare il testo integrale di un'intervista fu il New York Tribune nel 1859 (intervista condotta dal direttore del quotidiano, Horace Greeley).
L'intervista prese piede nella stampa europea a partire dagli ultimi vent'anni del XIX secolo. La novità espressa dal genere spiazzò le personalità legate al potere e li obbligò a rivedere il loro modo di comunicare al pubblico e ad accettare anche le domande insidiose poste dall'intervistatore.
Fino agli anni cinquanta del XX secolo, cioè prima che fosse inventato il registratore a nastro, l'intervista veniva raccolta dal giornalista sul suo taccuino. L'intervistatore doveva quindi fidarsi della serietà e dell'onestà professionale del giornalista. Dalla parte del giornalista, l'intervista era una prova molto delicata poiché chiamava in causa la sua etica professionale. Con l'avvento del registratore, si sperava che il problema della corrispondenza tra quanto dichiarato e quanto pubblicato potesse essere risolto. Ma secondo Gabriel García Márquez, Premio Nobel per la Letteratura nel 1982, scrittore e giornalista:
(Gabriel García Márquez, Non sono venuto a far discorsi, Mondadori, 2010.)

### In televisione
In televisione si sono diffuse due tipologie: 
1. L'intervista come gioco dialettico, in cui l'intervistatore e l'intervistato (spesso entrambi sono già conosciuti al grande pubblico) creano insieme un dialogo brillante e scherzoso;
2. L'intervista-verità in cui una persona rivela pubblicamente qualcosa d'inconfessabile o che si è tenuta dentro per tanto tempo. Il formato del dialogo è l'opposto: il solo intervistato è in primo piano (posto di fronte alla telecamera, altre volte di spalle o con voce contraffatta); l'intervistatore introduce l'ospite e lancia il tema della conversazione per disporsi poi in atteggiamento d'ascolto lasciando tutto lo spazio all'intervistato.